# Martin Scheinin

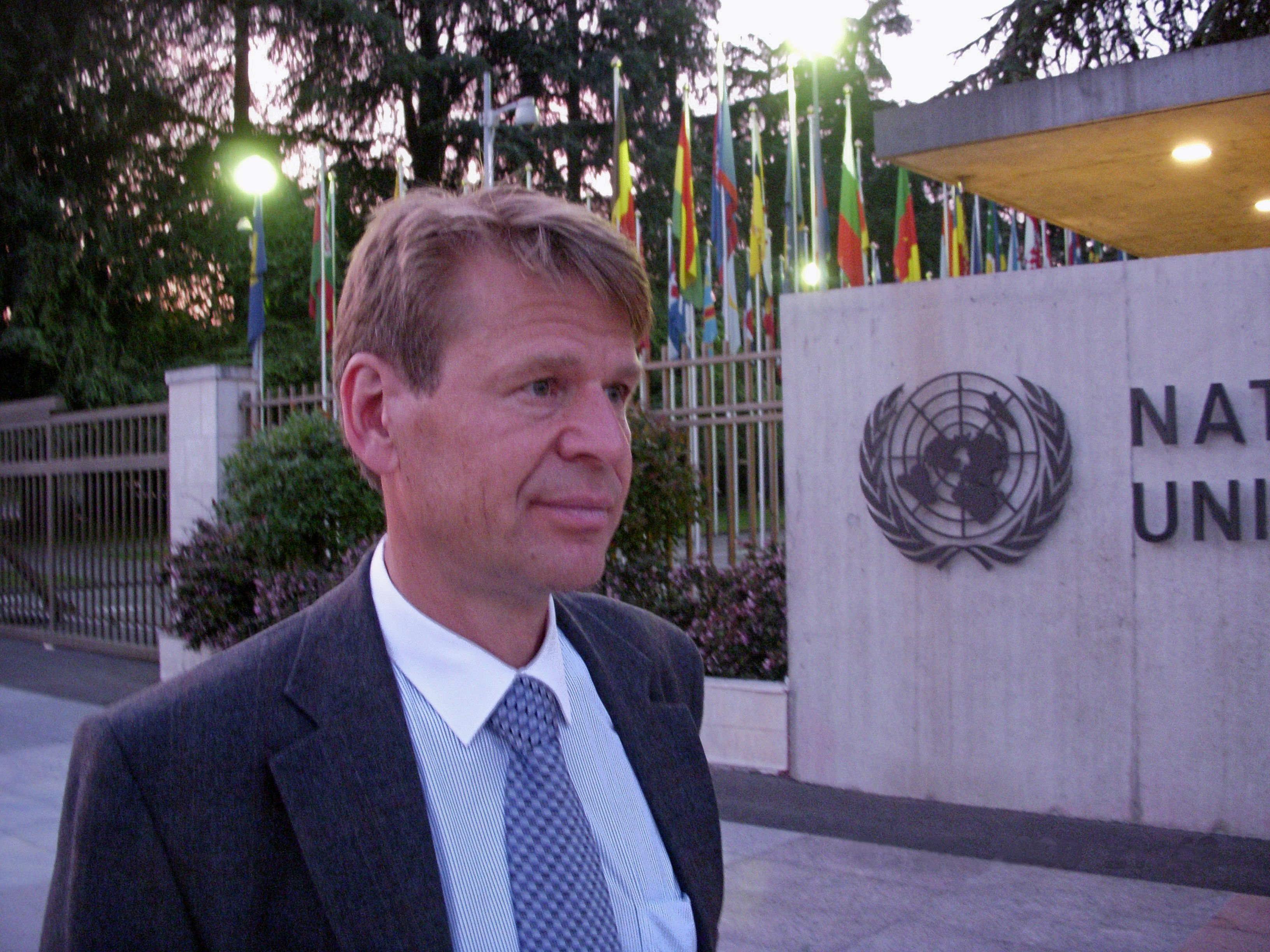
Martin Scheinin (2009)

Martin Scheinin (* 4. November 1954 in Helsinki) ist Professor für Staats- und Völkerrecht an der Åbo Akademi und war von 2005 bis 2011 der erste UN-Sonderberichterstatter für Menschenrechte im Kampf gegen den Terrorismus.

## Leben
1982 schloss Scheinin sein Rechtsstudium an der Universität Turku ab und erhielt 1984 seinen Bachelor of Science für Biochemie an derselben Universität. 1986 bis 1992 war er als Forscher an der Finnischen Akademie. Während dieser Zeit wurde er Berater des finnischen Justizministeriums für Staats- und Völkerrechtsfragen, was er bis 1994 blieb. 1993 erhielt er eine Stelle als außerordentlicher Professor für Völkerrecht an der Universität Helsinki, welche er bis 1998 innehatte. Zugleich war er von 1993 bis 1997 Vizepräsident des finnischen Beirats für Menschenrechtsfragen. Im dänischen Zentrum für Menschenrechte wurde er 1996 Mitglied in der Untersuchungsgruppe. 1997 bis 1998 war er an der juristischen Fakultät der University of Toronto als Gastdozent tätig. 1998 wurde er als ordentlicher Professor an die Åbo Akademi berufen und wurde zugleich Direktor des norwegischen Instituts für Menschenrechte. In den Jahren 1993 bis 2001 war Scheinin Gastdozent an den Universitäten in Danzig, Maastricht, Tartu, Lyon 3, Toronto und Lund, sowie an der New York University School of Law und weiteren Einrichtungen. Im Jahr 2001 wurde Martin Scheinin Direktor der vom finnischen Bildungsministerium finanzierten Akademiker-Schule für Menschenrechtsforschung. Im Jahr 2005 wurde er UN-Beobachter für Menschenrechte im Kampf gegen den Terrorismus. In dieser Position erstellte er 2007 einen Bericht über das US-amerikanische Gefangenenlager in Guantánamo, das er in einem Interview als „rechtliches schwarzes Loch“ bezeichnete. Er forderte in seinem Bericht die Abschaffung der Militärkommissionen, die über die Gefangenen urteilen sollen. Diese verstießen seiner Ansicht nach klar gegen das Völkerrecht. Auch die Einstufung der Gefangenen als „feindliche Kombattanten“ kritisierte er. Der Zugang zu den Gefangen war ihm nur eingeschränkt möglich, im Gegensatz zu seinen Besuchen von Gefangenen in der Türkei, Südafrika und Israel.

## Veröffentlichungen
- The Right to Say ‘No’; A Study under the Right to Freedom of Conscience. Archiv für Rechts- und Sozialphilosophie, vol. LXXV (1989), S. 345–356.
- Ihmisoikeudet Suomen oikeudessa. Valtiosääntöoikeudellinen tutkimus kansainvälisten ihmisoikeussopimusten valtionsisäisestä voimassaolosta sekä ihmisoikeus- ja perusoikeusnormien sovellettavuudesta Suomen oikeusjärjestyksessä (Menschenrechte im finnischen Recht). Helsinki 1991, Doktorarbeit
- Economic and Social Rights as Legal Rights. In: Asbjørn Eide, Catarina Krause, Allan Rosas (Hrsg.): Economic, Social and Cultural Rights: A Textbook. Martinus Nijhoff Publishers, Dordrecht 2001, S. 29–54.
- Allan Rosas, Martin Scheinin: Implementation Mechanisms and Remedies. In: Asbjørn Eide, Catarina Krause, Allan Rosas (Hrsg.): Economic, Social and Cultural Rights: A Textbook. Martinus Nijhoff Publishers, Dordrecht 2001, S. 425–453.
- Principles of Justice, Human Rights and Constitutional Principles within the European Union: a Comment. In: Esa Paasivirta, Kirsti Rissanen (Hrsg.): Principles of Justice and the Law of the European Union. Helsingin yliopiston kansainvälisen talousoikeuden instituutti KATTI, Helsinki 1995, S. 101–113.
- Sosiaaliset perusoikeudet ja lainsäätäjä I–II [gesetzlich geschützte Sozialrechte und der Gesetzgeber]. Oikeus, Vol. 24 (1995), S. 343–350 und Oikeus, Vol. 25 (1996), S. 18–26.
- Martin Scheinin (Hrsg.): International Human Rights Norms in the Nordic and Baltic Countries. Martinus Nijhoff Publishers, The Hague/London/Boston 1996.
- Mitä on syrjintä? [Was ist Diskriminierung?] In: Taina Dahlgren ym. (toim.): Vähemmistöt ja niiden syrjintä Suomessa. Yliopistopaino, Helsinki 1996, S. 7–19.
- EMU ja Suomen valtiosääntö: yhteiseen rahaan siirtyminen ja Suomen Pankin asema. [Wirtschafts- und Währungsunion: Einführung einer Einheitswährung und die Position der Finnischen Zentralbank], Helsinki 1997
- Ihmisarvon loukkaamattomuus valtiosääntöperiaatteena [Die Unantastbarkeit der Menschwürde als Verfassungsgrundsatz] In: Juhlakirja Kaarlo Tuori 50 vuotta, Helsinki 1998, S. 57–69.
- Sexual Rights as Human Rights – Protected under Existing Human Rights Treaties? In: Nordic Journal of International Law: special issue: sexual and reproductive rights in international law, Vol. 67 (1998), Nr. 1, S. 17–35.
- International Human Rights in National Law. In: Raija Hanski, Markku Suksi (Hrsg.): An Introduction to the International Protection of Human Rights: A Textbook. Åbo Akademi University Institute for Human Rights, Turku 1999, S. 417–428
- International Mechanisms and Procedures for Implementation. In: Raija Hanski, Markku Suksi (Hrsg.): An Introduction to the International Protection of Human Rights: A Textbook. Åbo Akademi University Institute for Human Rights, Turku 1999, S. 429–452
- Women’s Economic and Social Rights as Human Rights: Conceptual Problems and Issues of Practical Implementation. In: Lauri Hannikainen, Eeva Nykänen (Hrsg.): New Trends in Discrimination Law – International Perspectives. Turku Law School, Turku 1999, S. 1–28
- Domestic Implementation of International Human Rights Treaties: Nordic and Baltic Experiences. In: Philip Alston, James Crawford (Hrsg.): The Future of UN Human Rights Treaty Monitoring. Cambridge University Press, Cambridge 2000, S. 229–243
- Brott och kontinuitet i rättighetsideologin och -tänkandet i Norden [Änderungen und Kontinuität in der Rechtsauffassung und dem Denken der nordischen Staaten]. In: Krister Ståhlberg (Hrsg.): Kontinuitet och förnyelse. Europeisk integration och nordisk förvaltningsanpassning. Nordisk Ministerråd, Kopenhagen 2000, S. 15–31.
- Pekka Aikio, Martin Scheinin (Hrsg.): Operationalizing the Right of Indigenous Peoples to Self-Determination. Åbo Akademi University Institute for Human Rights, Turku 2000
  - darin: The Right to Self-Determination under the Covenant of Civil and Political Rights, S. 179–199
- Constitutionalism and the Welfare State – Nordic Perspectives. København 2001 (als Herausgeber)
- darin als Autor: Protection of Economic, Social and Cultural Rights in Finland – A Rights-Based Variant of the Welfare State?